# Dieter Bendix
Dieter Bendix (* 14. Juli 1957) ist ein ehemaliger deutscher Fußballspieler auf der Position des Torwarts.

## Werdegang
Dieter Bendix gehörte ab der Saison 1977/78 zum Kader von Hannover 96 in der Nordgruppe der damals noch zweigleisigen 2. Bundesliga. Zuvor hatte er schon für die 96-Amateure gespielt und war mit diesen im DFB-Pokal 1976/77 in der ersten Runde gegen den amtierenden Europapokalsieger FC Bayern München angetreten. Vor 10.600 Zuschauern im Niedersachsenstadion verloren die Gastgeber, für die unter anderem noch Jürgen Milewski und Bernd Krumbein aufliefen, mit 0:10 gegen die Startruppe um die Doppel-Torschützen Gerd Müller und Uli Hoeneß.
In seinem ersten Jahr im Zweitliga-Aufgebot blieb Bendix ohne Einsatz hinter dem in allen Spielen eingesetzten Wolfgang Hillmann. Auch in der Saison 1978/79 übte er zunächst die Reservistenrolle aus, bis sich Hillmann am 14. Oktober 1978, dem elften Saisonspieltag, in der Partie bei Westfalia Herne verletzte und bereits nach 13 Minuten ausgewechselt werden musste. Das Profidebüt von Bendix ging trotz eines Gegentreffers von Dieter Schatzschneider mit 2:4 verloren.
Einige Wochen später, am 25. November 1978 (17. Spieltag), musste Bendix im Spiel beim Wuppertaler SV erneut für Hillmann eingewechselt werden. Er nahm ab der 75. Minute dessen Platz zwischen den Pfosten ein, als es noch 2:2 stand. Am Ende siegten die Wuppertaler Gastgeber mit 5:2. Anschließend verpflichtete Hannover Heinz Blasey von Rot-Weiss Essen, der alle 21 restlichen Saisonspiele bestritt. Zur neuen Saison verließen Hillmann und Blasey den Verein; dafür kam der erfahrene Jürgen Rynio vom FC St. Pauli, der in den folgenden Jahren der unumstrittene Stammkeeper bei 96 war. Dieter Bendix blieb die Nummer 2, bis er in dieser Funktion 1982 von Ralf Raps abgelöst wurde.
Im DFB-Pokal 1982/83 war Bendix dann noch einmal mit der Amateurmannschaft von Hannover 96 vertreten. Diese schlug sich diesmal in Runde eins gegen den Bundesligisten Bayer 04 Leverkusen deutlich besser. Mit einem 2:2 nach 90 Minuten erkämpften sich die Gastgeber um die späteren Profis Lars-Peter Beike und Stefan Eidinger eine Verlängerung, in der dann Herbert Waas gegen Bendix entscheidend zum 3:2 traf.
Innerhalb Hannovers schloss sich Dieter Bendix später dann den Sportfreunden Ricklingen an. Mit 35 Jahren spielte er in der Saison 1992/93 noch ein drittes Mal im DFB-Pokal – diesmal in der zweiten Runde, da der Klub aus der fünftklassigen Landesliga Niedersachsen für die erste Runde ein Freilos gezogen hatte. Mit dem 5:4-Sieg gegen Westfalen-Oberligist SC Verl gelang dem Team um Ex-Profi Thomas Ahlgrimm eine große Überraschung. In der dritten Runde stand bei der 0:2-Niederlage gegen Zweitligist Chemnitzer FC dann nicht mehr Bendix, sondern Oliver Bosch im Tor.
Nach seiner aktiven Karriere war Bendix bei mehreren Vereinen im Raum Hannover als Trainer beschäftigt. Er war von 1997 bis 2001 Co-Trainer beim SV Arminia Hannover, danach bis 2008 Trainer der U-19-Junioren bei den Sportfreunden Ricklingen, wo er zeitweise auch als Torwarttrainer der ersten Mannschaft fungierte. In der Saison 2009/10 amtierte er als Cheftrainer beim TSV Saxonia Hannover, von 2013 bis 2014 dann noch als Torwarttrainer beim HSC Hannover.